# Never Mind the Bollocks, Here’s the Sex Pistols
Az 1977-es Never Mind The Bollocks Here's The Sex Pistols a Sex Pistols egyetlen nagylemeze. A rajongók és a kritikusok egyaránt a rocktörténelem fontos darabjának tartják. Nagy hatással volt a későbbi punkegyüttesekre és más műfajok képviselőire is. 1987-ben a Rolling Stone "Az elmúlt 20 év 100 legjobb albuma" listán a 2. helyet adta neki. 2003-ban a magazin Minden idők 500 legjobb albuma listáján a 41. helyre került. Szerepel továbbá az 1001 lemez, amit hallanod kell, mielőtt meghalsz című könyvben.
Az album 1977. október 27-én jelent meg a Virgin Records gondozásában; a bollocks durva szlengkifejezés használta a címben nagy felháborodást váltott ki.
A lemezen szereplő dalok korábbi változatai felkerültek a Spunk kiadványra, amely 1976 és 1977 januárja között készült demofelvételeket tartalmaz.

## Történet
Az együttes korábban kiadott kislemezeinek A-oldalán szereplő dalai mind felkerültek a lemezre. Sok dal hallható a The Great Rock ’n’ Roll Swindle filmben.
Az album már megjelenésekor nagy felháborodást váltott ki az Egyesült Királyságban. Még egy perre is sor került a lemez állítólagosan obszcén címe miatt. A Virgin Records nottinghami üzletében ugyanis kirakták a kirakatba a lemezt, emiatt perelték be őket. Az 1977. november 24-i tárgyaláson azonban egy szakértő elmagyarázta, hogy a bollocks nem obszcén szó, eredetileg egy óangol kifejezés, amelyet a papokra használtak. Az album címében elsősorban „nonszenszt” jelent. A vádakat végül ejtették.
Sokkal nagyobb port kavartak azonban a God Save the Queen és az Anarchy in the U.K. dalok szövegei, akárcsak a God Save The Queen kislemez borítója, melyet Jamie Reid tervezett. Mindkettőt a monarchia, a brit társadalom és intézményei, a szociális rend és az erkölcs elleni támadásoknak vették. A God Save the Queen-t egyenesen II. Erzsébet királynő ellen irányuló támadásnak vélték. Steve Jones gitáros és Johnny Rotten énekes elmondta, hogy nem a királynő iránt táplálnak ellenséges érzéseket, hanem a brit kormány iránt.
Rotten maró, túlartikulált, dühös énekhangja és a „helyes” éneklés szándékos mellőzése akkoriban egyedinek számított, káromkodása és lázító szövegei pedig egyenesen sokkolták a társadalmat.
Chris Thomas producer egy teljesen új módszerrel rögzítette az albumot: több gitárszólamot játszottak fel, ő aztán ezeket összevágta, így alakult ki a punk rockra később jellemző hangzás.

## Fogadtatás
A Never Mind the Bollocks, Here's the Sex Pistols a brit albumlista élére került, de Amerikában csak a 106. helyig jutott. Habár megjelenésekor Európán kívül csekély számban kelt el, végül világszerte nagy elismerést szerzett. Az Egyesült Államokban 1987-ben kapta meg az aranylemez minősítést, négy évvel később pedig platinalemez lett.
A kritikus szerint az album nagy hatással volt a punk rockra és a popzene későbbi műfajaira. 1985-ben az NME írói minden idők 13. legjobb albumának nevezték, 1993-ban pedig a harmadik helyre sorolták.
1987-ben a Rolling Stone az elmúlt 20 év második legjobb albumának nevezte. Ugyanez a magazin minden idők 500 legjobb albuma közé sorozta.
Alan Cross a 6. legjobb alternatív zenei albumnak nevezte. Egy nagy-britanniai felmérésen minden idők 24. legjobb albumának választották meg. A Q magazin olvasói 1998-ban minden idők 30. legjobb albumának választották meg, az újság 2000-ben minden idők 10. legjobb brit albumának nevezte.
2001-ben a VH1 minden idők 17. legjobb albumának nevezte. A Kerrang! magazin felmérésén "Minden idők 50 legjobb punkalbuma" listájának élére került.
2006-ban a Time magazin minden idők egyik legjobb albumának nevezte, ugyanebben az évben az NME minden idők negyedik legjobb brit albumának nevezte.

## Az album dalai

### 11 számos változat
| 1. | Holidays in the Sun | Steve Jones, Paul Cook, Johnny Rotten, Sid Vicious | 3:22 |
| 2. | Liar                | Jones, Glen Matlock, Cook, Rotten                  | 2:41 |
| 3. | No Feelings         | Jones, Matlock, Cook, Rotten                       | 2:51 |
| 4. | God Save the Queen  | Jones, Matlock, Cook, Rotten                       | 3:20 |
| 5. | Problems            | Jones, Matlock, Cook, Rotten                       | 4:11 |

| 1. | Seventeen           | Jones, Matlock, Cook, Rotten | 2:02 |
| 2. | Anarchy in the U.K. | Jones, Matlock, Cook, Rotten | 3:32 |
| 3. | Bodies              | Jones, Cook, Rotten, Vicious | 3:03 |
| 4. | Pretty Vacant       | Jones, Matlock, Cook, Rotten | 3:18 |
| 5. | New York            | Jones, Matlock, Cook, Rotten | 3:07 |
| 6. | E.M.I.              | Jones, Matlock, Cook, Rotten | 3:10 |

### 12 számos változat
| 1. | Holidays in the Sun | Jones, Cook, Rotten, Vicious | 3:22 |
| 2. | Bodies              | Jones, Cook, Rotten, Vicious | 3:03 |
| 3. | No Feelings         | Jones, Matlock, Cook, Rotten | 2:51 |
| 4. | Liar                | Jones, Matlock, Cook, Rotten | 2:41 |
| 5. | God Save the Queen  | Jones, Matlock, Cook, Rotten | 3:20 |
| 6. | Problems            | Jones, Matlock, Cook, Rotten | 4:11 |

| 1. | Seventeen           | Jones, Matlock, Cook, Rotten | 2:02 |
| 2. | Anarchy in the U.K. | Jones, Matlock, Cook, Rotten | 3:32 |
| 3. | Submission          | Jones, Matlock, Cook, Rotten | 4:12 |
| 4. | Pretty Vacant       | Jones, Matlock, Cook, Rotten | 3:18 |
| 5. | New York            | Jones, Matlock, Cook, Rotten | 3:07 |
| 6. | E.M.I.              | Jones, Matlock, Cook, Rotten | 3:10 |

## Újrakiadások
2007. október 29-én a Virgin Records gondozásában megjelent egy speciális kiadás az album megjelenésének 30. évfordulója alkalmából. A kiadvány tartalmazta a Submission kislemezt, és egy posztert is.
Az új kiadás megjelenése előtt a Virgin a négy kislemezt is újra kiadta. Az Egyesült Államokban három újrakiadás jelent meg a warner Bros. gondozásában, amely mind a mai napig birtokolja az album jogait Amerikában.

## Közreműködők
- Johnny Rotten – ének
- Steve Jones – gitár, basszusgitár, háttérvokál
- Paul Cook – dob
- Glen Matlock – basszusgitár az Anarchy in the UK-n
- Sid Vicious (John Simon Ritchie) – basszusgitár a Bodieson

## Helyezések és eladási adatok

### Album
| Év   | Lista           | Helyezés |
| ---- | --------------- | -------- |
| 1977 | Brit albumlista | 1        |
| 1978 | Billboard 200   | 106      |

### Eladási adatok
| Szervezet        | Szint   | Dátum              |
| ---------------- | ------- | ------------------ |
| BPI – UK         | arany   | 1977. november 17. |
| BPI – UK         | platina | 1988. január 15.   |
| RIAA – US        | arany   | 1987. december 2.  |
| RIAA – US        | platina | 1992. március 26.  |
| NVPI – Hollandia | arany   | 1990               |

## Feldolgozások
A Mr. Irish Bastard ír folkegyüttes a teljes albumot feldolgozta, ennek a Never Mind The Bastards – Here Is Mr. Irish Bollocks címet adták. Habár a teljes album még nem jelent meg, a God Save the Queen feldolgozása felkerült egy 2012. februári válogatásra. Az Artichoke együttes 2006-ban kiadta a teljes album akusztikus változatát.